# Юна (Final Fantasy)
Юна (яп. ユウナ Ю:на, англ. Yuna) — персонаж серии игр Final Fantasy. Впервые появляется в ролевой видеоигре Final Fantasy X, где она следуя по стопам отца отправляется в путешествие, чтобы победить чудовище по имени «Грех» вместе со своими друзьями, в том числе и главным героем Тидусом. В Final Fantasy X-2 Юна является главной героиней, где она разыскивает Тидуса после двух лет его исчезновения. Появлялась в качестве игрового персонажа в файтинге Dissidia 012 Final Fantasy и Kingdom Hearts II.
Персонаж получил положительные отзывы от критиков и фанатов за её роль в Final Fantasy X, и неоднозначные в X-2, в частности из-за её нового наряда и поведения, являющимися отражением беззаботного мира сиквела.

## Появления в играх
Юна впервые появилась в игре Final Fantasy X, где она обладает умением призыва существ Эонов и белой (преимущественно целебной) магией. Она родилась на острове Бесайд от Высшего Призывателя по имени Браска и неизвестной женщины из расы Аль Бэды, в результате чего у Юны глаза разного цвета: левый — голубой, а правый — зелёный. С детства она готовилась стать призывателем, целью которого является победа над Грехом. Ей помогают её телохранители: Лулу, Вакка и Кимари, а также главный герой игры Тидус. Однако чтобы победить чудовище, Юна должна принести себя в жертву, и поэтому Тидус решает найти другой способ уничтожения Греха, не требующий её смерти. В это же время Тидус понимает, что влюблён в Юну. Сама Юна и её телохранители решают проникнуть в тело Греха, где побеждают Ю Йевона, из-за которого перерождается монстр. В конце перед исчезновением Тидуса Юна признаётся ему в любви и произносит речь перед жителями мира Спиры, говоря, что вместе они должны построить новый мир, в котором нет Греха.
Сюжет Final Fantasy X-2 происходит через два года после событий в Final Fantasy X. Здесь Юна меняет свою жизнь и становиться охотницей за сферами и фактически является лидером группы «Крылья чайки». С группой она хочет найти Тидуса, чей образ она видела в одной из древних сфер. Однако неожиданно на Спиру нападает новый монстр по имени Вегнаган, и Юна оставляет охоту за сферами и снова к своей цели спасти человечество. После победы над монстром Тидус снова появляется в Спире и воссоединяется с Юной.

### Прочие появления
Юна в виде феи появилась в игре Kingdom Hearts II, вместе с Пэйн и Рикку. Трио работают на Малефисенту и шпионят за Леоном, но потом переходят на сторону Соры.
В качестве игрового персонажа (с внешностью из Final Fantasy X) появляется в файтинге Dissidia 012 Final Fantasy. Юна была вызвана на бой благодаря богине Космос, чтобы победить своего врага бога Хаос. В этой игре Юна может поменять костюм на тот, что был нарисован Ёситакой Аманой, и на свадебное платье из Final Fantasy X. Её обычная одежда из Final Fantasy X-2 доступна через загружаемый контент.
Юна также фигурирует в настольной игре в Itadaki Street Special вместе с Ауроном и Тидусом, а также в музыкальной игре Theatrhythm Final Fantasy.
Кроме игр, многочисленные рисунки и фигурки героини были созданы различными компаниями, в том числе в выпущенная в 2001 году. В 2003 году был издан диск «Final Fantasy X-2 Vocal Collections», где были включены вокальные композиции из Final Fantasy X-2, в том числе и песни, которые поют сэйю игры, в том числе и озвучивавшая Юну актриса Маюко Аоки.

## Идея и создание

Дизайн Юны в Final Fantasy X-2

Юна была разработана дизайнером персонажей Final Fantasy X Тэцуей Номурой. Первоначально Номура хотел изобразить её в хакаме, однако когда он узнал, что персонаж будет танцевать, то захотел изменить её одежду на что-нибудь развевающееся. По этой причине в качестве наряда Юны было выбрано фурисодэ. Дизайнер пояснил, что украсил платье персонажа ожерельем с изображением цветка гибискуса, который также называется «Юна». Имя героини в переводе с окинавского означает «луна», что создаёт контраст между ней и главным героем Final Fantasy X Тидусом, имя которого с переводится как «солнце». Этот контраст также представлен в игре: у главных персонажей есть оружия, названые в честь солнца и луны. Тэцуя Номура пояснил, что хотя все эти тонкие детали для фанатов могут оказаться ненужными, он хотел, чтобы его проекты имели смысл.
Положительная реакция фанатов на Final Fantasy X убедила разработчиков продолжить историю Юны и других персонажей в сиквеле. Тэцу Цукамото, дизайнер костюмов для Final Fantasy X-2, утверждает, что радикальная смена дизайна для Юны отражает огромное культурное изменение. Продюсер серии Ёсинори Китасэ добавил, что разработчики хотели с помощью смены одежды показать персонажей более активными, так как Юна с друзьями теперь живёт в более беззаботном мире. Дизайнеры также хотели сделать смену одежду ключевой особенностью геймплея игры. Сценарист Кадзусигэ Нодзима объяснил новый наряд как «естественную реакцию на тяжёлые вещи, которые она носила в Final Fantasy X». Пение Юны было демонстрацией ощущения поп-музыки, которое включает в себя X-2. Что касается изменения её жизни, то это было связано с тем, что она не может быть дальше призывателем. Тем не менее, разработчики заявили, что несмотря на это, «глубоко в её сердце она остаётся всё той же старой Юной».
Героиню на японском языке озвучивает Маюко Аоки, а Хэди Барресс — на английском. Барресс пыталась передать долг Юны — уважение и честь, но и желала сохранить мягкость и женственность в её характере. Говоря о том, как зрители отреагируют на Final Fantasy X, актриса заявила, что она хотела участвовать в самой игре и благодаря голосу «перенести их в совершенно иной мир».

## Отзывы

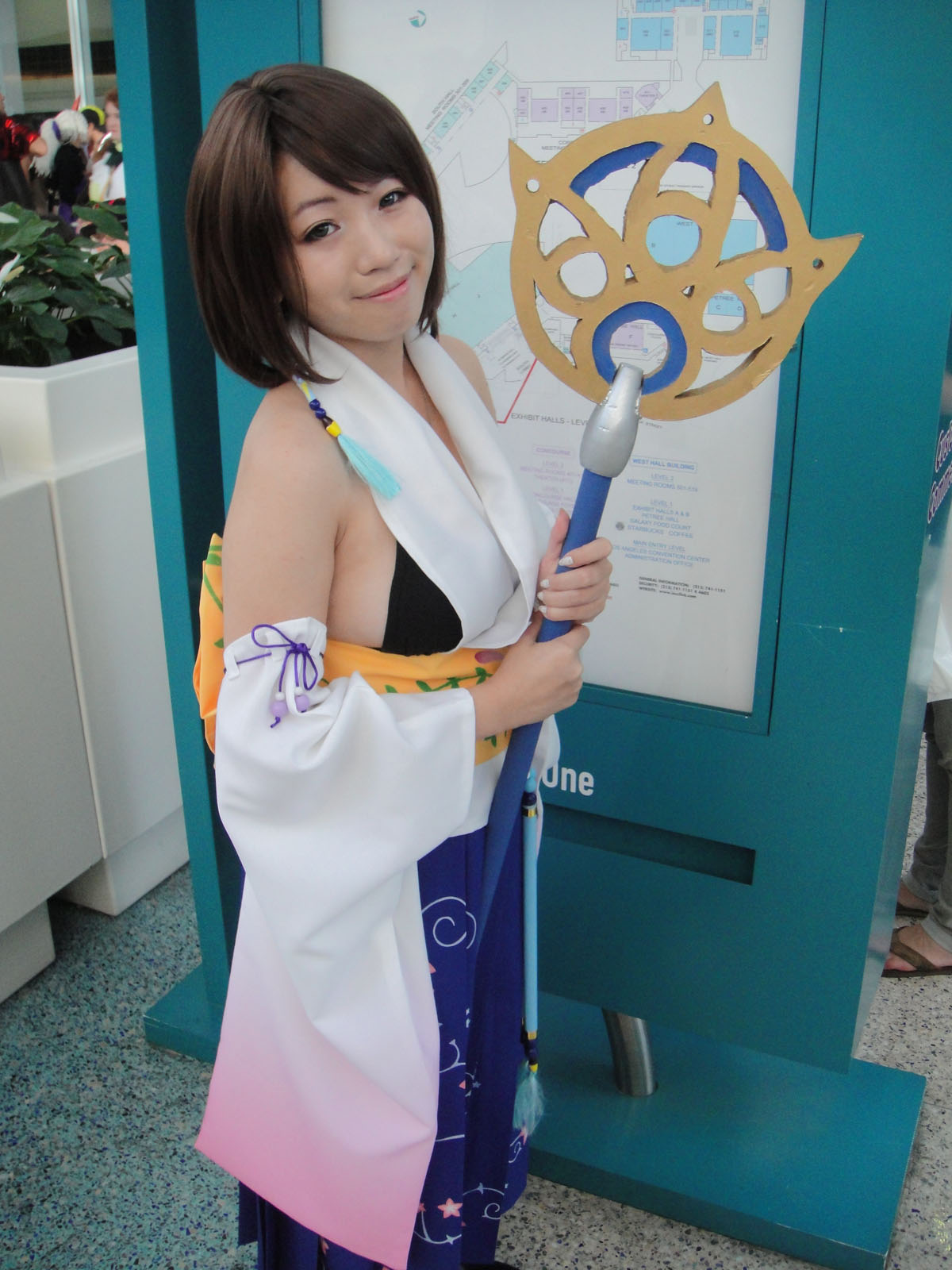
Косплей Юны

Юна и её роль в Final Fantasy X получила множество положительных отзывов от фанатов и критиков. Сайт PSU.com назвал её «одним из тех персонажей, которых упускают из вида и недооценивают». Game Chronicles похвалил героиню за реалистичный внешний вид, отметив, что прогуливаясь по улицам Токио, можно увидеть её глядя в витрины. Актриса Хэди Барресс, озвучивающая Юну в английской версии, также получила положительные отзывы; в частности, её работа была высоко оценена в X-2. Так, по мнению GameSpot, в сиквеле актриса привнесла множество изменений в характер Юны, в соответствии с игрой. В 2010 году ASCII Media Works провела опрос, в котором поклонники должны были проголосовать за персонажа видеоигры, аниме или манги, чьё имя они хотели бы дать своим детям. По результатам опроса, имя «Юна» оказалось на втором месте в списке женских имён.
В 2008 году Tom’s Hardware поместил Юну в список «50 лучших женских персонажей в истории видеоигр». GamesRadar в списке «25 лучших новых персонажей десятилетия» описали роман между Юной и Тидусом как «легендарный», а также «сострадательный, благородный и почтительный». Этот роман также был включён в список «10 пар Square Enix» от GamesRadar и «Список великих пар» от сайта GameSpot. По результатам опроса 2008 года от сайта Oricon, Юна вошла в список «10 самых популярных персонажей видеоигр». Manolith включил Юну в список «10 самых сексуальных женщин видеоигр». В 2012 году журнал Complex поместил Юну на 20 место в списке «50 „горячих“ персонажей видеоигр».
Дизайн Юны в Final Fantasy X-2 получил неоднозначную реакцию. GamesRadar заявил, что изменения в дизайне были не очень хорошо восприняты многими фанатами, добавив что её появление в сиквеле говорит о популярности героини. В 2008 году сайт IGN в «Списке ведущих персонажей в Final Fantasy» прокомментировал, что личность героини стала привлекательной благодаря её огромной роли в X-2. GameSpy назвали Юну в Final Fantasy X-2 «великолепной». IGN также высоко оценил дизайн одежды, сочетающий «проверенный и узнаваемый стиль Final Fatasy с нео-модерном». В 2008 году GameDaily в списке «50 самых горячих женщин видеоигр» похвалил смену её одежды и оружия. В книге «Упакованная юность: Спасение наших дочерей от схем маркетологов» (англ. Packaging Girlhood: Rescuing Our Daughters from Marketers’ Schemes) внешность Юны описана как «сексуальная видео-звезда MTV». Юну сравнивали с другими вымышленными персонажами, в том числе с ролью Камерон Диас в фильме «Ангелы Чарли» и Ларой Крофт из-за её наряда и умения владеть пистолетом. Юна также является популярным объектом для косплея.